# Piedras rúnicas de Broby bro

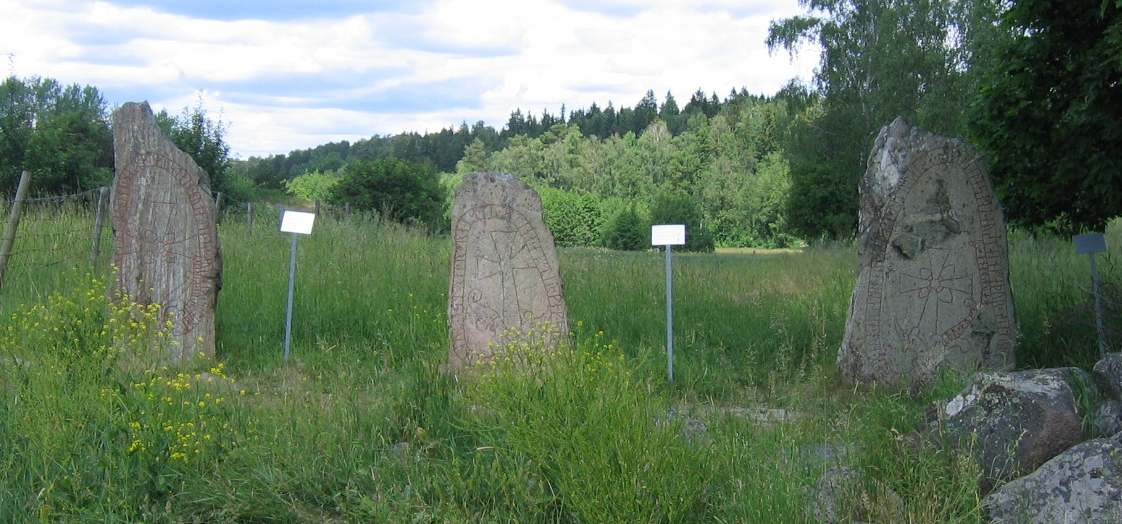
Las piedras rúnicas U 136, U 137 y U 135 se han trasladado unos metros de su emplazamiento original para evitar que se dañaran con la polución y las vibraciones producidas por el tráfico.

Hay seis piedras rúnicas cerca de Broby bro, un pueblo de la provincia sueca de Uppland. Tres de las cuales, U 139, U 140 y U 151  permanecen en su ubicación original junto a la carretera, mientras que U 135, U 136 y U 137 han sido alejadas de ella unos metros para evitar su deterioro. 
Las tres últimas piedras son del estilo estilo Pr2 por lo que se datan en el periodo comprendido entre 1020-1050, aunque las relaciones que se extraen de sus textos indican que U 137 es la más antigua. Estas piedras pertenecen a un grupo de unas veinte piedras rúnicas denominadas piedras rúnicas de Jarlabanke, por estar relacionadas con un cacique local y su clan. Junto con las inscripciones rúnicas de Hargs bro y las piedras rúnicas U 101, U 143 y U 147 forman un subgrupo que se centra en la matriarca del clan llamada Estrid.
U 137 dice que Estrid y Östen tuvieron un hijo llamado Gag que murió, y que cuando la piedra fue erigida Östen todavía estaba vivo. Las piedras rúnicas (U 135 y U 136) constituyen un monumento gemelo que dice que Östen se fue a Jerusalén y que murió en el imperio Bizantino. Estrid y Östen tuvieron otros tres hijos: Ingefast, Östen y Sven, que construyerno un puente y un Túmulo en honor a su padre. Estas piedras gemelas revelan que Gag murió relativamente joven porque no se le menciona en ellas.
Esta Estrid es la misma persona que se menciona en varias de las piedras rúnicas de Täby y otros lugares cercanos de Uppland. Estrid fue la matriarca de un gran clan familiar llamado clan de Jarlabanke y fue la abuela materna del poderoso Jarlabanke que afirmaba ser el dueño de todo Täby. 
El grabador de la piedra rúnica de Snottsta U 329, donde se menciona a una Estrid y su hermano Ragnfast, fue Fot al igual que las piedras rúnicas del clan de Jarlabanke. Este indicio sugiere que Estrid nació en Snottsta (también escrito Snåttsta), se casó con Östen de Täby y posteriormente se casó por segunda en Harg cerca de Snottsta.
A continuación se describen las estelas rúnicas, catalogadas según la información almacenada por el proyecto Rundata, donde se les asigna un código relativo a su localización, en este caso la U correspondiente a Uppland. Las transcripciones de las inscripciones rúnicas del nórdico antiguo se realizan según el estándar de los dialectos sueco y danés para facilitar la comparación entre todas las inscripciones, mientras que la traducción al español proviene de la traducción al inglés que se proporciona en Rundata en la que aparecen los nombres propios en el estándar correspondiente a los dialectos islandés y noruego del nórdico antiguo.

## U 135
Esta piedra forma un conjunto monumental junto a la piedra U 136.
Transliteración latina:
× ikifastr × auk × austain × auk × suain × litu * raisa + staina þasa * at * austain faþur × sin × auk × bru × þasa karþu × auk × hauk þana ×
Transcripción al nórdico antiguo:
Ingifastr ok Øystæinn ok Svæinn letu ræisa stæina þessa at Øystæin, faður sinn, ok bro þessa gærðu ok haug þenna.
Traducción al español:
Ingifastr y Eysteinn y Sveinn mandaron erigir estas piedras en memoria de Eysteinn, su padre, e hicieron este puente y este túmulo.

## U 136
La piedra rúnica U 136 una de las piedras rúnicas que mencionan Grecia. Además es una de las dos piedras rúnicas de Jarlabanke que mencionan viajes al extranjero, junto con la piedra U 140. Es una piedra gris oscura de 1,73 m de alto y 0,85 m de ancho con decoración del estilo Pr2 En 1857 Richard Dybeck anotó que se había descubierto en el suelo cinco años atrás. Una pequeña parte sobresalía del suelo cuando el terreno fue arado y así fue descubierta por el agricultor, que la levantó y dejó en pie en el mismo lugar. Algunas pequeños trozos se desprendieron accidentalmente al alzarla y la parte superior de algunas runas se perdieron.
No se sabe con certeza la razón por la que Eysteinn fue a Grecia y a Jerusalén, porque la palabra sœkja (registrada como sotti, en pasado) es interpretable. Significa «buscar» pero también puede significar «atacar», como en las piedras Sö 166 y N 184, pero también «visitar» o «viajar». Por lo tanto Eysteinn podría identificarse como uno de los primeros sueones que peregrinaron hacia Jerusalén, pero Jesch aduce que a juzgar por los ejemplos de otras inscripciones la acepción de «atacar» es la más probable. La traducción de sœkja del proyecto Rundata también es atacar.
Transliteración latina: 
× astriþr × la(t) + raisa × staina × þasa × [a]t austain × buta sin × is × suti × iursalir auk antaþis ub i × kirkum
Transcripción al nórdico antiguo:
Æstriðr let ræisa stæina þessa at Øystæin, bonda sinn, es sotti IorsaliR ok ændaðis upp i Grikkium.
Traducción al español:
Ástríðr mandó erigir estas piedras en memoria de Eysteinn, su marido, que atacó Jerusalén y encontró su final en Grecia.

## U 137
Transliteración latina:
* aystin * auk * astriþr * raistu * stina * aftir * kak * sun * sin *
Transcripción al nórdico antiguo:
Øystæinn ok Æstriðr ræistu stæina æftiR Kag(?)/Gag(?), sun sinn.
Traducción al español:
Eysteinn y Ástríðr erigieron estas piedras en memoria de(?)/Gagr(?), su hijo.

## U 139
Transliteración latina: 
... ...sti ' ru... ... * hia(l)... ... hans
Transcripción al nórdico antiguo:
... [ri]sti ru[naR] ... hial[pi] ... hans
Traducción al español:
... grabó las runas ... que ayude ... su ...

## U 140
La piedra U 140 está en la parroquia de Täby, en Broby, cerca de las piedras U 136 y U 150. Se trata de un fragmento de granito decorado en el estilo Ringerike (Pr2). Fue descubierta por Richard Dybeck entre los cimientos de una pequeña edificación. Dybeck buscó sin éxito el resto de la piedra. Inicialmente el fragmento se trasladó a una ladera junto a la carretera entre Hagby y la iglesia de Täby, pero en 1930 se trasladaron junto a la carretera. Es una de las dos piedras rúnicas de Jarlabanke que mencionan a hombres que viajaron al extranjero.
Transliteración latina:
× ...la×b(a)... ... han : entaþis * i kirikium
Transcripción al nórdico antiguo:
[Iar]laba[nki] ... Hann ændaðis i Grikkium.
Traducción:
"Jarlabanki ... él encontró su fin en Grecia."

## U 151
Transliteración latina:
× þurbiarn × uk × ikiþura × litu × raisa × ist[ai]n × þina × iftiR × ikul × faþur sin × uk × irinui × iftiR × buanta sin × uk afti(R) ---
Transcripción al nórdico antiguo:
Þorbiorn ok Ingiþora letu ræisa stæin þenna æftiR Igul, faður sinn, ok Ærinvi æftiR boanda sinn ok æftiR ...
Traducción al español:
Þorbjôrn e Ingiþóra mandaron erigir esta piedra en memoria de Ígull, su padre; y Erinvé en memoria de su marido y en memoria de ...